# 赖特维克市镇
赖特维克市镇（瑞典語：Rättviks kommun）是瑞典中部达拉纳省的一个市镇。其治所位于赖特维克。